# Opogona asema
Opogona asema är en fjärilsart som beskrevs av Turner 1900. Opogona asema ingår i släktet Opogona och familjen äkta malar. Inga underarter finns listade i Catalogue of Life.